# Irene Rich

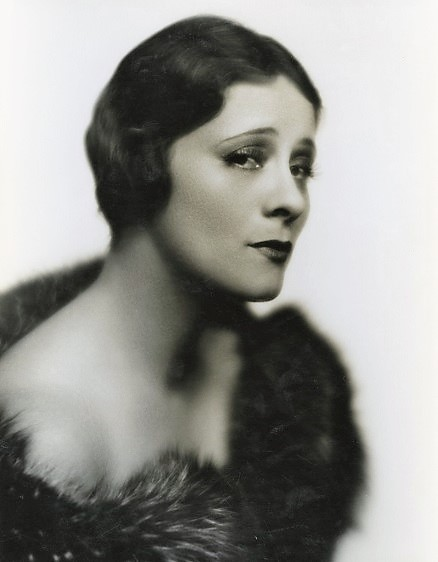
Irene Rich auf einem Foto von Elmer Russell Ball (1930)

Irene Rich (* 13. Oktober 1891 in Buffalo, New York; † 22. April 1988 in Hope Ranch, Kalifornien; gebürtig Irene Frances Luther) war eine US-amerikanische Film- und Theaterschauspielerin.

## Leben

### Kindheit und Jugend
Irene Rich zog bereits in jungen Jahren mit ihren Eltern von New York nach Kalifornien. Hier begann sie nach ihrer Schulausbildung zunächst als Immobilienmaklerin zu arbeiten und strebte zunächst ein bürgerliches Leben an. Sie heiratete in jener Zeit zweimal, wurde ebenso oft geschieden und wurde Mutter von zwei Töchtern, Frances und Jane. Frances Rich (1910–2007) wurde in den 1930er Jahren ebenfalls Schauspielerin und arbeitete später als Bildhauerin.

### Karriere
Richs Karriere als Schauspielerin begann 1918, als Statistin in Jerome Storms Stummfilm A Desert Wooing. Bereits in ihrem nächsten Film The Girl in His House von Regisseur Thomas R. Mills erhielt sie eine größere Rolle. Rich zählte in der Stummfilmära zu einer gefragten Charakterdarstellerin, die allein im Jahr 1922 in 10 Spielfilmen zu sehen war. Auch konnte sie den Wechsel zum Tonfilm Ende der 1920er Jahre ohne größere Schwierigkeiten überstehen. 1933 begann mit The Irene Rich Show eine der erfolgreichsten Radiosendungen jener Zeit, die über ein Jahrzehnt, bis 1944, in den gesamten Vereinigten Staaten zu hören war.
Im Mai 1935 erhielt sie ihr erstes von zwei Engagements am Broadway, als sie achtmal, bis Juni 1935, in Seven Keys to Baldpate von Earl Derr Biggers überzeugte. Ihr erfolgreichstes Theaterstück war jedoch As the Girls Go, das zwischen November 1948 und Januar 1950 414-mal zur Aufführung gebracht wurde, und in dem Rich die weibliche Hauptrolle verkörperte.

### Späteres Leben
Ende der 1940er Jahre lernte sie ihren künftigen vierten Ehemann, den Geschäftsmann George Henry Clifford kennen, den sie im Jahr 1950 heiratete. Aufgrund des Wohlstands, den dieser ihr nun bieten konnte, zog sie sich ab diesem Zeitpunkt aus der Schauspielerei ins Privatleben zurück. Über ihr späteres Leben ist nichts bekannt.
Sie starb im Alter von 96 Jahren in einem Vorort von Santa Barbara.
Heute erinnert ein Stern am Hollywood Walk of Fame an die Schauspielerin.

## Filmografie (Auswahl)
- 1918: A Desert Wooing
- 1919: Luftschlösser (Castles in the Air)
- 1920: Stop Thief
- 1922: Wölfe der Nacht (Brawn of the North)
- 1923: Rosita
- 1923: Frauen in Flammen (Lucretia Lombard)
- 1923: Die Frau von gestern (Yesterday’s Wife)
- 1923: Die Tochter des Nordens (Snowdrift)
- 1924: Die Liebesaffären des Beau Brummel – Glück und Ende des englischen Casanovas (Beau Brummel)
- 1924: Mein kleiner Kapitän (Captain January)
- 1924: Die Straßensängerin von New York (This Woman)
- 1925: Die betrogene Frau (My Wife and I)
- 1925: Der Mann ohne Gewissen (The Man Without a Conscience)
- 1925: Lady Windermeres Fächer (Lady Windermere’s Fan)
- 1926: Meine offizielle Frau (My Official Wife)
- 1927: Weib in der Wüste (The Desired Woman)
- 1927: Moderne Mütter (The Silver Slave)
- 1928: Craig’s Wife
- 1929: Shanghai Rose
- 1931: Der Champ (The Champ)
- 1932: Manhattan Tower
- 1938: That Certain Age
- 1940: Tödlicher Sturm (The Mortal Storm)
- 1940: The Lady in Question
- 1947: Der schwarze Reiter (Angel and the Badman)
- 1947: New Orleans
- 1948: Bis zum letzten Mann (Fort Apache)
- 1948: Johanna von Orleans (Joan of Arc)